# Violent Machine
Violent Machine è l'ottavo album in studio del chitarrista statunitense Tony MacAlpine, pubblicato nel 1996.
Vi hanno collaborato tra gli altri Mike Terrana (batteria) e Kevin Chown (basso).

## Tracce
Tutte le tracce sono composte da Tony MacAlpine tranne dove indicato.
1. Violent Machine – 3:42
2. Unfortunate Lazarus – 3:58
3. Circus du Soleil – 4:41
4. Sophisticated Domination – 5:02
5. Chopin Etude #12 Opus 10 (Frédéric Chopin) – 2:42
6. Shoe Shine Cyber Boy – 3:27
7. Carolina Blue – 4:32
8. Mr. Destructive – 5:19
9. ARS Nova – 3:08
10. Space Ritual – 4:04